# Бєлощелля
Бєлощелля (рос. Белощелье) — присілок в Лешуконському районі Архангельської області Російської Федерації.
Населення становить 169 осіб. Входить до складу муніципального утворення Ценогорське муніципальне утворення.

## Історія
Від 1937 року належить до Архангельської області.
Від 2004 року належить до муніципального утворення Ценогорське муніципальне утворення.

## Населення
| 2002 | 2010 | 2012 |
| ---- | ---- | ---- |
| 274  | ↘194 | ↘169 |